# Choi Il-nam
Choi Il-Nam (Jeonju, provincia de Jeolla del Norte, 29 de diciembre de 1932-28 de mayo de 2023) (Hangul:최일남) fue un escritor surcoreano.

## Biografía
Cho Il-nam nació en Jeonju, provincia de Jeolla del Norte, el 29 de diciembre de 1932. Se graduó de Literatura coreana en la Universidad Nacional de Seúl en 1957 y se doctoró en Literatura coreana en la Universidad de Corea en 1960. Se embarcó en una carrera que combinó periodismo y literatura. Ha sido jefe del departamento de cultura de los diarios Minguk Maeil, Kyunghyang Maeil y Dong-a Ilbo; y después ha sido editor jefe de este último diario, posición que mantuvo hasta su dimisión en 1980.

## Obra
Después de publicar una veintena de cuentos en los 50 y en los 60, empezó a escribir más a partir de los 70, cuando publicó su primera antología La gente de Seúl.
Sus novelas son de dos tipos diferentes. Las anteriores a 1980 retratan a menudo a una persona del medio rural que llega a la ciudad, donde consigue el éxito al empezar una nueva vida. A pesar del éxito de los personajes, la ciudad industrializada siempre se muestra como fundada en la pobreza y el sacrificio del campo. En estas primeras novelas pretende mostrar el lado oscuro del desarrollo industrial.
Después de renunciar a su trabajo en el periodismo en 1980, se produjo un giro en sus historias hacia una crítica más intensa de la realidad social. Pero en vez de lanzar afilados ataques a la sociedad, apunta al egoísmo de las vidas corrientes o describe a los individuos desvalidos que se alinean tras el poder.

## Obras en coreano (lista parcial)
Recopilaciones de relatos
- La gente de Seúl (Seoul saram deul li, 1975)
- Entonces existía un idioma (Geu ddae mal i isseossne, 1989)
- Hitler o las azaleas (Hiteulleona jindallae, 1991)
- La granada (Seongnyu, 2004)

Novelas
- El barco se bambolea (Geuligo heundeullineun bae, 1984)
- La mano blanca (Hayan son, 1994)
- El bolígrafo y el papiro (Mannyeonpil gwa papiluseu, 1997).

## Premios
- Premio Literario Woltan (1975)
- Premio de Creación Literaria de Corea (1981)
- Premio Literario Yi Sang (1986)
- Premio de Literatura de la Prensa Católica (1988)
- Premio Literario Inchon (1994).